# Arnold de Ville
Arnold de Ville (Huy, 15 maggio 1653 – Modave, 1722) è stato un ingegnere e imprenditore francese.
Fu promotore e progettista della cosiddetta Macchina di Marly concepita però dal carpentiere vallone (originario dell'antico principato di Liegi) Rennequin Sualem che partecipò anch'egli alla realizzazione della macchina. 
Per tale progetto il re Luigi XIV lo nomina governatore della Macchina di Marly, donandogli 100.000 lire oltre alle 6000 annuali già accordate e alle 6000 di pensione che gli accorderà in seguito. L'ingegnere fece costruire, intorno al 1684, un palazzo denominato il "Padiglione delle Acque" (o castello di Louveciennes) situato lungo la strada che portava da Louveciennes alla Macchina di Marly. Nel 1768 questo palazzo diventerà il palazzo di Madame du Barry. 
Sposò Anne Barbe de Courcelles.